# Louis Taufstein
Louis Taufstein (* 3. Februar 1870 in Wien; † 20. September 1942 im KZ Theresienstadt) war ein österreichischer Schriftsteller, Librettist und Kabarett- und Liedtextautor. Für eine gemeinsame Arbeit mit  Alexander M. Kolloden verwendete er das aus den beiden Vornamen bestehende Pseudonym Alexander Ludwig. (Das ihm häufig zugeschriebene Pseudonym Alexander Kolloden ist ein seit Jahren weitertradierter Irrtum).
Für zahlreiche Coupletsänger, Komiker und Kabarettisten schrieb Taufstein Varietékomödien, Operettenlibretti, Texte für Revuen, Kabaretttexte, Liedertexte, Couplets, Soloszenen und Theaterstücke.

## Leben
Louis Taufstein absolvierte in Wien das Gymnasium, die Handelsschule und eine Schauspielschule.
Von 1899 bis 1916 war Taufstein neben Adolf Glinger, Otto Taussig und Josef Armin einer der Hausautoren der Budapester Orpheumgesellschaft. Dort verfasste er zahlreiche Possen und Soloszenen für den Komiker Heinrich Eisenbach. Auch für den Humoristen und Groteskkomiker Armin Berg, der später der prominenteste Interpret „taufsteinscher“ Coupletkunst wurde, schrieb er in der Budapester Orpheumgesellschaft die ersten Lieder. Später verfasste er einen großen Teil des Repertoires von Armin Berg.
Viele Komiker und Kabarettisten verwendeten Texte von Louis Taufstein, u. a. Josef Fleischmann, Hugo Mödlinger, Max Rott, Géza Steinhardt. In dieser Zeit lebte er in Wien, im IX. Bezirk in der Berggasse 39. Seine Varietékomödien und Operetten hatten großen Erfolg und wurden auch auf den großen Bühnen Wiens, Berlins, Leipzigs und Dresdens aufgeführt. In den 1920er Jahren lebte Taufstein in Berlin, Berlin-Friedenau, Kaiserallee 137 und schrieb u. a. die Texte zu einigen Revuen von Rudolf Nelson und verfasste einige Filmskripts.
Als Alexander Ludwig veröffentlichte Taufstein gemeinsam mit Alexander Kolloden einige Theaterstücke, die u. a. im Jubiläumstheater Wien zur Aufführung kamen.
Louis Taufstein war zuletzt ab 30. November 1940 in Wien-Innere Stadt, Sterngasse 11/12a (vorher in Leopoldstadt, Praterstraße 25) gemeldet, von wo er am 13. August 1942 nach Theresienstadt deportiert wurde. Am 14. August 1942 kam er als Nummer 239 von 1.000 Menschen im Transport Nr. 35 in Theresienstadt an und starb dort am 20. September 1942.

## Werke

### Operetten und Revuen
- Brüderlein und Schwesterlein (o. J.)
- Das Marktkind (1903, Wien) (mit H. Blau),  Musik: A. Stoll
- Noble Gäste (1903, Wien), Musik: A. Stoll
- Die Bonbonniere (1905, Wien) (mit J. S. Donenbaum),  Musik: B. Sänger
- Der Rosenjüngling (1906, Wien) (mit J. S. Donenbaum), Musik: H. Kobler
- Das Schwalberl aus dem Wiener Wald (1906, Wien) (mit E. Berger), Musik: F. Sommer (nach Melodien von J. Strauß)
- Das Teufelsmädel (1908, Wien), Musik: Siebert
- Die Dame vom Moulin-Rouge (1910, Berlin), Musik: Martin Knopf
- Décolleté und Cie (1911, Wien), Musik: E. Urban
- Im Schlafcoupé (1911, Berlin), Musik von Martin Knopf
- Die Bajadere (1912, Dresden), Musik: E. Urban
- Das Kleid der Arabella (1912, Wien), Musik: S. Schulz
- Die Angst vor der Ehe (1913, Frankfurt/Oder), Musik: Reznicek
- Die kleine Motte (1914, Königsberg), Musik: Martin Knopf
- Die rote Villa (1916, Köln), Musik: E. Claasen
- Die schöne Komödiantin (1916, Berlin) (mit Eugen Burg), Musik: Leo Ascher
- Brüderlein und Schwesterlein (1917, Wien), Musik: K. Stigler
- Der fidele Geiger (1919, Wien), Musik von Edmund Eysler
- Hazard (1919, Wien), Musik: Leopold Reichwein
- Helenens Ehemänner (1919, Brandenburg), Musik: Martin Knopf
- Meine Frau, deine Frau (1919, Brandenburg), Musik: T. Halton
- Die rote Katze (1923, Berlin) (mit Eugen Burg), Musik: Karl Hajos

### Theaterstücke
- Pinkas et Comp. (1899, Wien), Posse
- Chrisis oder Wie man Weiber fesselt (1900), Posse
- Der Herr Doktor! (1900), Posse mit Gesang
- Der geheimnisvolle Knopf (1901), Posse
- Hoffmann's Erzählungen (1901), Posse
- Mamsell Trenderl (1901), Posse
- Othello im Frack (1901), Posse
- Venus von Milo (1902), Posse
- Der keusche Josef (1906), Schwank
- Sein Liebling (1906), Lebensbild in einem Akt nach Maupassant
- Lysistrata (1907), Parodistische Komödie
- Das rote Paraplui (1907), Lebensbild
- Kobi Krach auf der Hochzeitsreise (1913), Posse
- Mein Bruder der Lump (1913), Posse
- Freiwillige vor (1914, Leipzig), Volksstück, Musik: Victor Hollaender
- Robinson Crusoe (unter dem Pseud. Alexander Ludwig), Musik: Carl Josef Fromm
- Pariser Luft (1912, Königsberg) (Gesangstexte), Musikalischer Schwank von Alexander Engel und Julius Horst, Musik: Martin Knopf
- Der Zaungast (1915, Berlin), Posse (mit H. Gaus), Musik: K. Schmalstich
- Auf ins Liebich (1916, Breslau), Ausstattungsstück (mit Eugen Burg), Musik: K. Waechhaus
- Gräfin Paprika  (1916, Breslau), Schwank (mit O. Härting), Musik: Adolf Wohlauer
- Excellent Max (1918, Berlin), Musikalischer Schwank (mit J. Bischnitzky), Musik: Rosenthal
- Bubi (o. J., Wien), Komödie
- Nächtliche Freuden (o. J., Wien), Komödie

### Lieder und Couplets
- Chinesisches Duett. (1900)
- Der Hochzeitstag. (1901)
- Der koschere Jour. (1901), Humoristisches Quodlibet
- Der Kraus. (1899)
- Der Mann für alles. (1900)
- Der ungetreue Theodor. (1909)
- Der Walzerkönig. (1913)
- Die kleine Nase. Musik: Leonhard
- Die kleinen Teufelchen. Musik: Leonhard
- E paar ausgeblasene Eier! (1901)
- Friedel mit der Fiedel. (1907)
- Geld. (1901)
- Die Reise nach Paris (1900), Quodlibet
- Eine anständige Frau. Musik: Leonhard
- Glückliche Stunden. Musik: Walter Kollo
- Im Römerbad. (1900)
- Ich glaub‘, ich bin nicht ganz normal.
- Lex Heinze abgelehnt. (1900)
- Nicht küssen. Musik: Leonhard
- O diese Zimmerherrn! (1901)
- O Fanny. (1913)
- Soll Ein das nix verdriessen? (1907)
- Soll ich a’ so leben, ich möchte’s billiger geben. (1900)
- Und wenn schon, was geht mich das an? (1913)
- Vom Spazierengehen. Musik: Leonhard
- Was das 19. Jahrhundert gebracht hat. (1901)
- Was sie alle gerne haben. (1912)
- Wenn ein Fräulein...
- Weil’s finster war.

### Film
- Die Schloßfrau von Radomsk (1915)
- Der schwarze Moritz (1915), Regie: Georg Jacoby, Musik: Martin Knopf, Mit: Ernst Lubitsch, Projektions AG „Union“ Berlin
- Alles aus Gefälligkeit (1916), Regie: Eugen Burg, Lux-Film, Berlin
- Der wird geheiratet (1920), Regie: Eugen Burg, Treumann-Larrsen Film, Berlin
- Der Onkel aus Sumatra (1930), Regie: Julius von Szöreghy

### Sonstige Texte
- Abenteuer im Walde, Gedicht
- Das lenkbare Luftschiff. (1906), Soloszene
- Der Stierkämpfer. (1899), Soloszene
- Der Automobilist. (1900), Soloszene
- Der Kammerdiener. (1913), Soloszene
- Der Löwenbändiger. (1901), Soloszene
- Der Reisende. (1901), Soloszene
- Der Tourist. (1902), Soloszene
- Die Chansonetten Mama. (1907), Soloszene
- Die Loreley. (1901), Gesang und Prosa
- Die Männer. (1899),  Couplet und Prosa
- Ein alter Waidmann. (1905), Soloszene
- Einer von der Feuerwehr. (1902), Soloszene
- Einer von der Wach- und Schließgesellschaft. (1905), Soloszene
- Früher und jetzt.  (1899), Gesang und Prosa
- Ihr stiller Verehrer. (1912), Eine Szene
- Jentl. (1901), Parodie
- Moritz Kohn am Telefon. (1913), Soloszene
- Thome Ronz der Salontiroler. (1907), Soloszene